# سالخارد
سالخارد (بالروسية: Салехард) هي إحدى مدن روسيا وعاصمة الكيان الفدرالي الروسي أوكروغ يامالو-نينيتس الذاتية. يبلغ عدد سكانها 43548 نسمة.
تقع مدينة ساليخارد على الجانب الأيمن لنهر بولويا بالقرب من مصبه في نهر أوب، وعلى بعد 2436 كم من مدينة موسكو. كما وتقع على بعد 16 كم من مدينة ساليخارد وفي الجانب الآخر من نهر أوب مدينة لابيتنانغا ومحطة سكك الحديد.

## المناخ
تقع المدينة على الحدود الفاصلة بين المنطقة شبه القارية والمنطقة المعتدلة، وتعادل محصلة الإشعاع الشمسي فيها 74 كيلو سعرة على السنتمتر المربع، وتصل درجة الحرارة هناك في شهر يناير/كانون ثاني إلى 25 درجة مئوية تحت الصفر، وفي شهر يوليو/تموز ترتفع إلى 15 درجة مئوية فوق الصفر .

## تاريخ المدينة
تأسست المدينة عام 1595 باسم قلعة «أوبدورسك» أو «أوستراتا» من قبل القوزاق الروس في عهد إيفان الرهيب، وبقيت زمنا طويلا آخر نقطة سكنية في شمال أوبسك. وفي عام 1635 أصبح اسمها ثكنة أوبدورسك، وبدأ الناس يقطنونها بشكل دائم. وفي عام 1730 وبأمر من الإمبراطورة آنا إيونوفنا بنيت حولها التحصينات. في عام 1807 أزيلت جميع هذه التحصينات من القلعة، وتحولت أوبدورسك إلى بلدة وبقيت حتى نهاية عام 1923 مركزا لقضاء بيريوزوفسك في محافظة توبولسك.
في القرن 19 بدأت التجارة والصناعة تغلب على حياة سكانها مع استمرارها بلعب دور مهم بجمع الضرائب من سكان المنطقة الأصليين – النينيتس والخانت. وكانت الضرائب تجنى عن سقط المتاع – فرو السمور والثعلب الأبيض والسنجاب وغيرها من الحيوانات.
ومنذ بداية القرن 19 كانت تنظم في أوبدورسك خلال الفترة من 15 ديسمبر إلى 25 يناير سوق شتوية ضخمة هي الأولى في محافظة توبولسك، وكان يحضر إلى السوق التجار من مختلف مدن الشمال الروسي وسيبيريا حيث كانوا يجلبون معهم الدقيق والقمح ومنتجات معدنية وحلي وأقمشة والخمور والتبوغ، ويأخذون بدلاً منها الفراء وأنياب فيل البحر والأسماك وريش الطيور وغيرها من المنتجات الشمالية.
في أواسط القرن 19 أصبحت أوبدورسك مركزا للبعثة الأرثوذكسية في يامول، وواجه نشر المسيحية بين السكان الأصليين في البداية مقاومة، إلا أنه بفضل بعض المؤيدين النشطين أحرزت هذه المهمة التبشيرية نجاحا واضحا.
في عام 1894 شيّدت في أوبدورسك كاتدرائية بطرس وبولص. وكان لإيفان شيمانوفسكي (رئيس البعثة الدينية) دورا بارزا في تطوير الثقافة حيث أسس أول مكتبة في المنطقة ومدرسة داخلية لأطفال السكان الأصليين ومتحفا لطبيعة المنطقة.
بعد ثورة أكتوبر عام 1917 تغيرت الحياة في المنطقة، فمنذ عام 1925 بدأ التطور في صناعات المنطقة وبُني مصنع لإنتاج الصناديق الخشبية وربطت المدينة بخطوط الطاقة الكهربائية.
في عام 1930 تم تأسيس دائرة يامولسك (نينيتسك) القومية وأصبحت مدينة أوبدورسك مركزها. في عام 1933 غيّر اسمها إلى ساليخارد.
وفي 19 يونيو/حزيران عام 1931 بدأ العمل هناك مصنع التعليب الذي كان القسم الأكبر من إنتاجه مخصص للتصدير.
وبقيت الزراعة وتربية الأيائل هي السائدة في المنطق، وفي هذه الفترة أنشئ في المدينة معهد الطب البيطري والبكتريولوجي.
وكشف تسجبل النفوس في المنطقة المتاخمة للدائرة القطبية عام 1927 أن عدد السكان هناك بلغ 16.5 ألف نسمة ويشكل النينيتس والخانت والكوم غالبيتهم.
وقامت السلطات السوفيتية فيما بعد بإرسال الآلاف من المنفيين إلى ساليخارد وضواحيها للاستيطان هناك، وتم على مستوى الدولة إنشاء نظام «البلدات الخاصة» – كمعسكرات عمل لأغنياء الفلاحين المعاقبين.
في عام 1936 يتمكن العالم إدريانوف من اكتشاف قرية أوست – بولويسك الفريدة التي أصبحت أثراً تاريخيا مشهورا في الاكتشافات الأثرية العالمية، واستنتج علماء الآثار أن الذي بنى القرية ليس النينيتس والخانت بل قوم آخرون قطنوا المنطقة قبلهم. وحدد الخبراء تاريخ بنائها بين عامي 48 -49 قبل الميلاد. وفي عام 1955 اكتشفت بعثة الآثار من يكاترينبورغ هيكل عظمي لامرأة من الماضي البعيد وحدٌد عمره بحوالي 2000 سنة قبل الميلاد.
في عام 1951 ربطت المدينة بخط سكك الحديد وهو فرع من خط موسكو – فركوتا الذي عمل بمدٌه السجناء الذين كانوا يقضون محكومياتهم في معسكرات الاعتقال هناك. ويمر الخط بالتوندرا المتجمدة دائما حيث تنخفض درجة الحرارة شتاء إلى 60 درجة تحت الصفر، وكانت العواصف الثلجية سببا في سقوط الناس وتهدم البناء، أما في الصيف فكانت ترتفع من المستنقعات رائحة كريهة.
بعد وفاة الزعيم السوفيتي ستالين في عام 1953 أوقف العمل في مد الخط الحديدي وألغيت معسكرات الاعتقال.
في عام 1951 انطلقت من معهد المناجم والجيولوجيا في ساليخارد البعثة العلمية الشمالية التي اكتشفت شواهد غير مباشرة على وجود هيدروكربونات سائلة في المنطقة، أما في منطقة بلدة خي فاكتشفت انطلاق الغاز الطبيعي من مجرى النهر.
وخلال فترة وجود شركات متحدة للتنقيب الجيولوجي بين أعوام 1963 – 1970 تم اكتشاف وفتح مكامن غنية جدا للغاز الطبيعي، كما أنه اكتشفت حقول تجارية للنفط. واكتشفت في بعض التراكيب الجيولوجية طبقات للغاز السائل لا تقل قيمته عن الذهب الأسود.
وشيدت في المدينة خلال السنوات الأخيرة مجموعة من المدارس تطابق المواصفات العالمية. كما برزت منشآت رياضية ومراكز للشباب. وافتتح في 27 أكتوبر/كانون أول عام 2001 قصر للألعاب الرياضية الشتوية. وفي يناير/كانون ثاني عام 2003 جرت مباريات هوكي الجليد لنادي «زولوتايا شايبا» للمنطقة.
ومنذ القرن 19 اشتهرت المدينة بالسوق الشتوية، واليوم بعد إنشاء مجمع المعارض والمتاحف عام 2001 تستمر تقاليد المدينة الشمالية في مجال التجارة.
وتتحول ساليخارد بسرعة إلى عاصمة أغنى إقليم روسي بالنفط والغاز، ومركزاً للنشاط التجاري والنقل والاستثمارات المالية.

## معرض صور

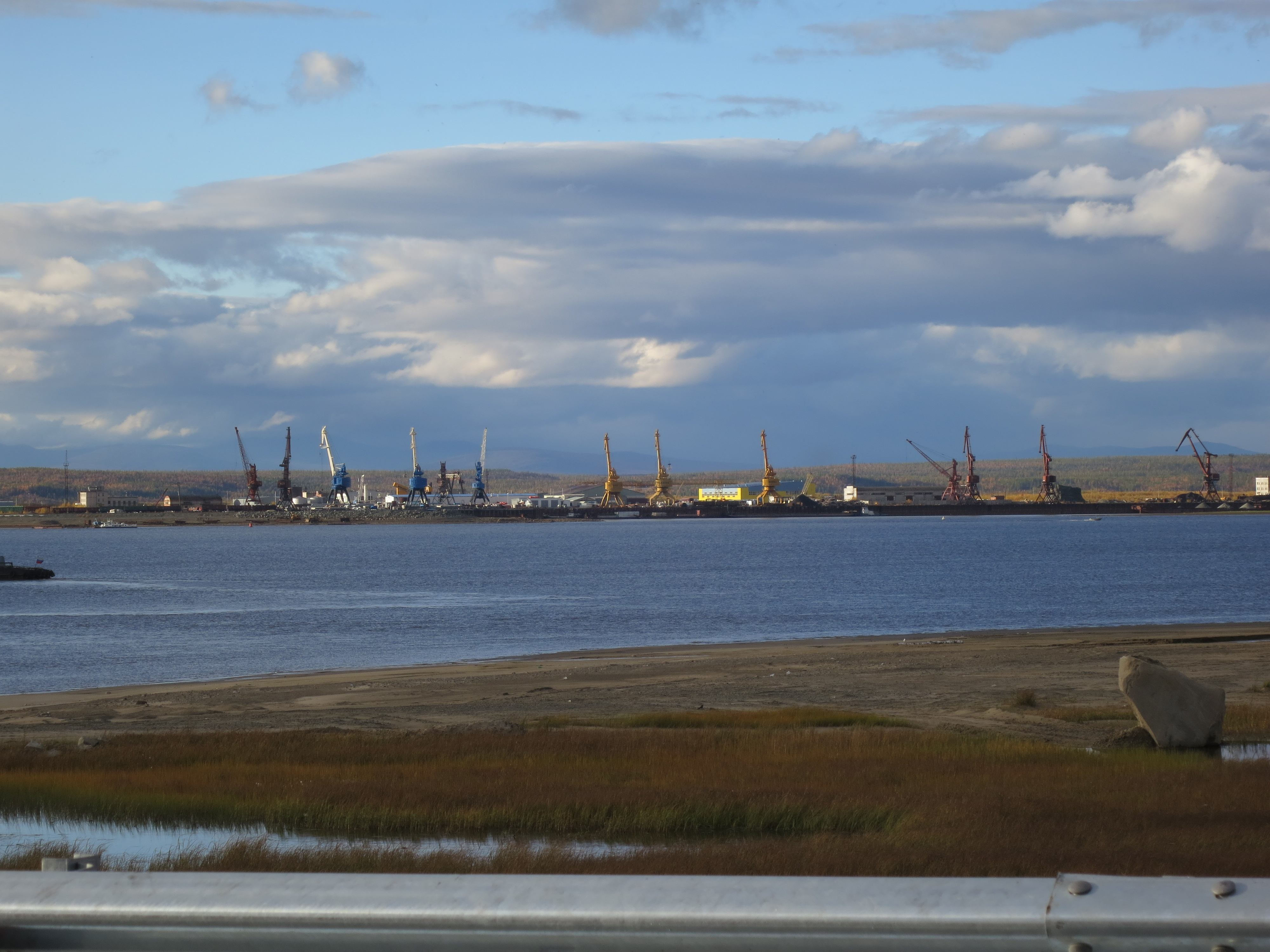
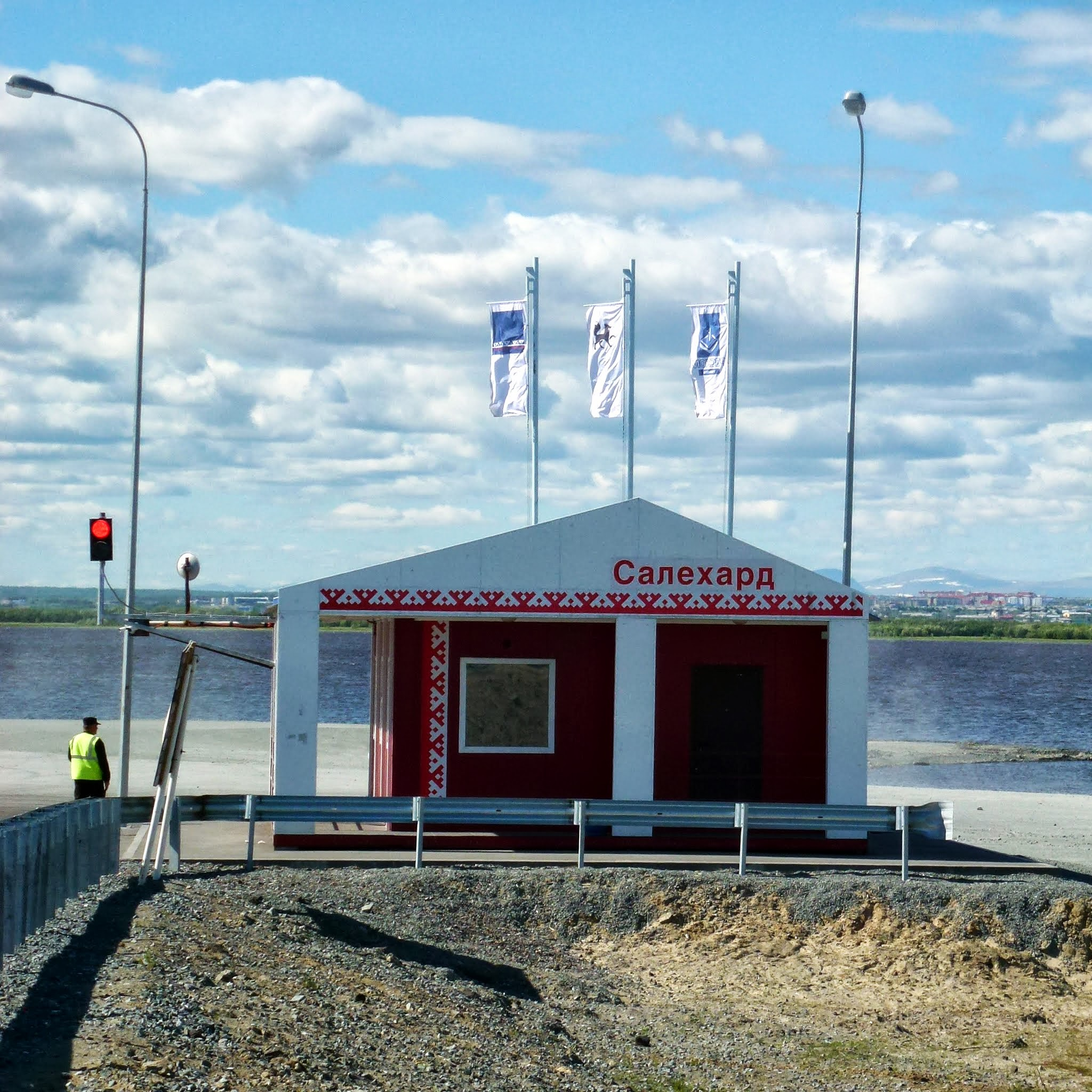
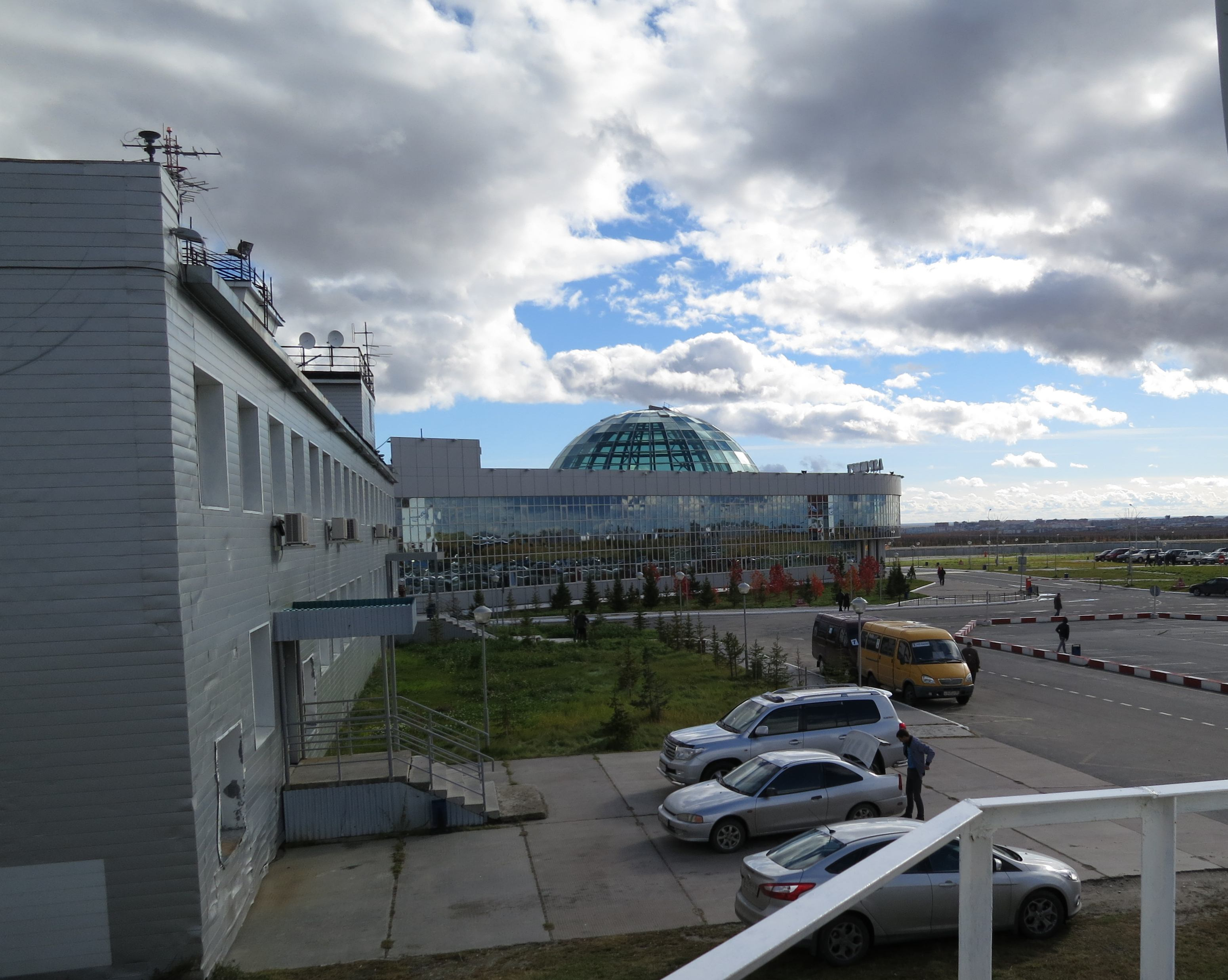